# Schüpfen
Schüpfen is een gemeente en plaats in het district Seeland van het Zwitserse kanton Bern.
Schüpfen telt 3.670 inwoners.